# Return the Favor
"Return the Favor" är en låt av den amerikanska sångerskan och låtskrivaren Keri Hilson. I låten medverkar Timbaland, som skrev låten med Hilson och produktionsteamet The Clutch och Walter Milsap III. Efter att Hilsons debutsingel "Energy" var måttligt framgångsrik på listorna, släpptes "Return the Favor" som den andra internationella singeln från hennes debutalbum, In a Perfect World..., medan "Turnin Me On" släpptes i USA.
Låten är Hilsons andra röstmässiga samarbete med Timbaland och därför var det ursprungliga konceptet med "Return the Favor" att återskapa framgången som deras hitsingel "The Way I Are" hade. Kritiker gav låten blandade recensioner och noterade att den var lik "The Way I Are" röstmässigt och i produktionen. "Return the Favor" nådde topp tjugo Storbritannien, Irland och Tyskland och topp trettio i Österrike och Sverige. I låtens musikvideo, som har ett futuristiskt koncept, ses Hilson bära flera extravaganta klädesplagg.

## Bakgrund
Hilson talade med Digital Spy om låten och sa att Timbaland hade ringt henne och sagt "Jag har en sång som jag tror är bättre än 'The Way I Are'. Jag tror att den är större." De använde låten och skrev "Return the Favor" över basgången. Hilson sa att låten inspirerades delvis av "den konverserade, fram-och-tillbaka saken" de gjorde på "The Way I Are". Hon sa; "Vi fick ett fantastiskt mottagande från så att vi ville göra det igen." Det först utkastet av hooken innehöll raden "If you kiss me then I'll kiss you back" och Hilson sa i en intervju med That Grape Juice att Timbaland ändrade den av en okänd anledning. Efter att det rapporterades att In a Perfect World... hade blivit framskjutet till oktober 2008, läckte "Return the Favor" ut på Internet och ryktades vara en uppföljare till "Energy". Låten var med i ett avsnitt av The Hills den 15 december 2008.

## Komposition och mottagande
"Return the Favor" beskrevs av kritiker som en låt av genrerna electro och danspop, med ett futuristiskt sound och syntar av europop. Dan Nishimoto från Prefix Magazine noterade att låten innehåller Timbalands "signatursvindlande 22-talskänsla som han haft sedan 2006." Andy Kellman från Allmusic utsåg låten som en av albumets höjdpunkter. J.K. Glei från Cincinnati Metromix skrev att låten har "överlappande syntar" och en "klassisk popstruktur". Han sa dock att Hilsons sång "känns platt mot den drivande beaten." Sal Cinquemani från Slant Magazine tyckte att den "följer samma ritningar" som Nelly Furtados "Promiscuous". Han skrev att låten var "tillfredsställande", men sa även att Hilson saknade Furtados särskiljningsförmåga, borde inte låten "ha något problem att spela ett ackord på radio."
Nick Levine från Digital Spy skrev att låten "är en helt anständig bit midtempo-Timba[land]-pop, men den är inte riktigt i samma liga som den briljanta "The Way I Are". Sophie Bruce från BBC Music skrev att låten saknar en slående hook som i "The Way I Are". Jon Caramanica från The New York Times var inte imponerad av Timbalands' rappande eller "mindre än sexiga" sång.

## Listframgångar
"Return the Favor" nådde nummer nitton i både Storbritannien och Irland. I Österrike debuterade låten som nummer tjugofem och låg kvar på listan i sex veckor. I Sverige debuterade den som nummer trettio och föll ur listan efter sex veckor. I Tyskland nådde den nummer tjugoett och i Australien nådde den endast nummer åttio.

## Musikvideo
Musikvideon regisserades av Melina, som gjorde videon till Hilsons låt "Energy". En förhandsvisning av videon släpptes den 14 oktober 2008 och hela videon hade premiär den 23 oktober. Videon har ett futuristiskt koncept och börjar med ett klipp ur "The Way I Are". Sedan klipps det till Hilson när hon dansar i ett futuristiskt rum som visas på en vägg bakom Timbaland. Hilson visas sen i en rosa behå och klänning medan hon dansar framför speglar. Hon syns sedan när hon går upp ur en pool med en blå baddräkt. Även denna scen visas bakom Timbaland.

## Låtlistor
| - Europeisk promo-CD 1. "Return the Favor" (Radio Version) – 3:40 2. "Return the Favor" (Main Version) – 5:30 3. "Return the Favor" (Instrumental) – 5:29 - Brittisk digital nedladdning 1. "Return the Favor" – 5:29 | Tysk maxi-CD 1. "Return the Favor" (Radio Edit) – 3:38 2. "Return the Favor" (Sketch Iz Dead Remix) – 4:40 3. "Return the Favor" (Instrumental) – 5:48 4. "Return the Favor" (Video) – 3:53 |

## Medverkande
- Låtskrivare - Timothy Mosley, Keri Hilson, Ezekiel Lewis, Bulewa Muhammed, Patrick Smith, Candice Nelson, Walter Millsap III
- Production - Timbaland
- Redigering - Walter Millsap III, Dave (d-lo), Marcella Araica
- Inspelning - Scott Naughton
- Mixning - Demacio Castellon
- Röstarrangemang - The Clutch
- Ytterligare produktion och röstproduktion - Walter Millsap III

Källa

## Topplistor
| Topplista                                    | Högsta position |
| -------------------------------------------- | --------------- |
| Australien (ARIA)                            | 80              |
| Australien (ARIA urban)                      | 22              |
| Belgien (Ultratip Flandern)                  | 6               |
| Belgien (Ultratip Vallonien)                 | 17              |
| Irland (IRMA)                                | 19              |
| Storbritannien (The Official Charts Company) | 19              |
| Sverige (Sverigetopplistan)                  | 30              |
| Tjeckien (IFPI)                              | 21              |
| Österrike (Ö3 Austria Top 40)                | 25              |

## Utgivningshistorik
| Land           | Datum          | Format              |
| -------------- | -------------- | ------------------- |
| USA            | 7 oktober 2008 | Digital nedladdning |
| Australien     | 27 mars 2009   | Digital nedladdning |
| Storbritannien | 12 april 2009  | Digital nedladdning |